# Weberhaus (Augsburg)

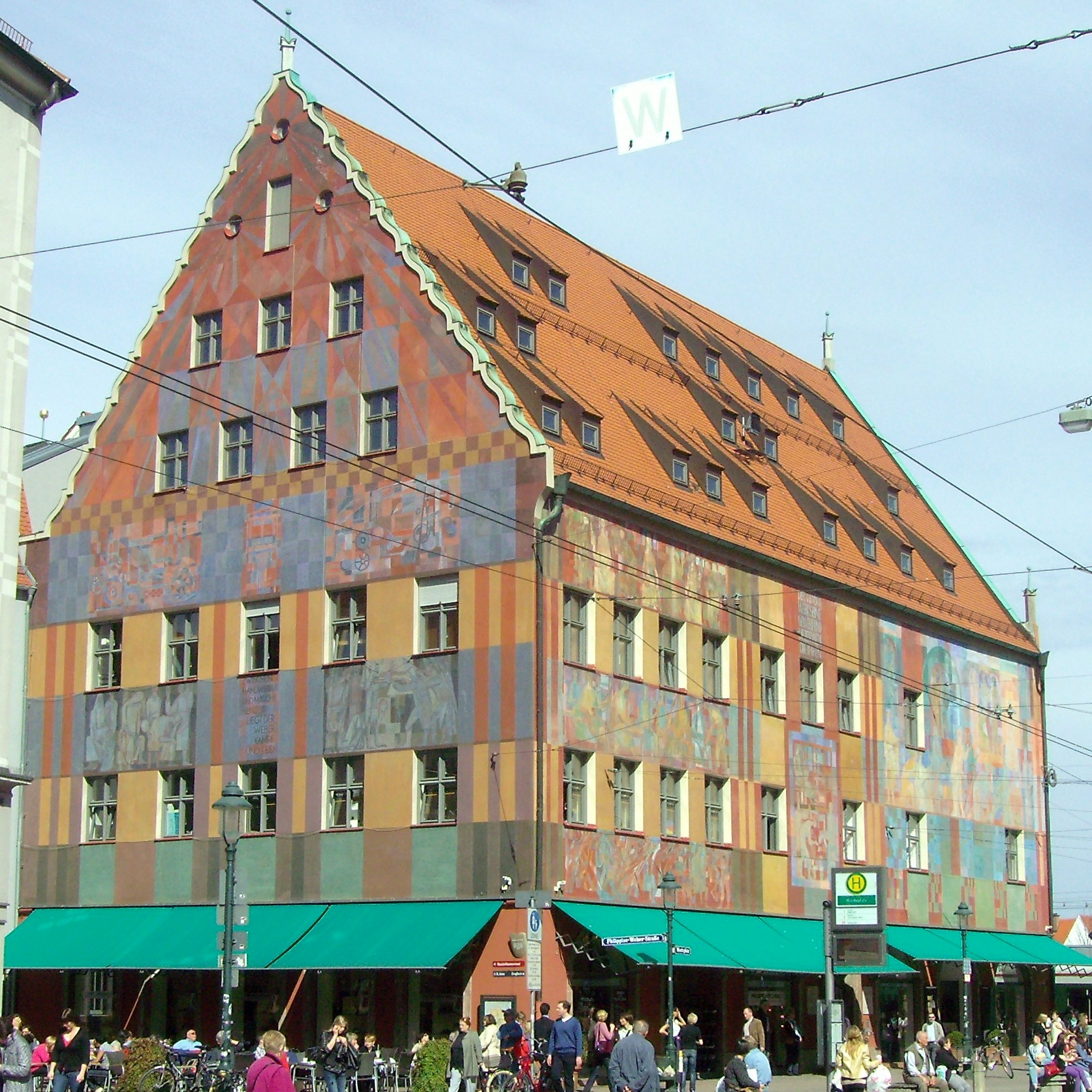
Das Weberhaus am Augsburger Moritzplatz von Südwesten

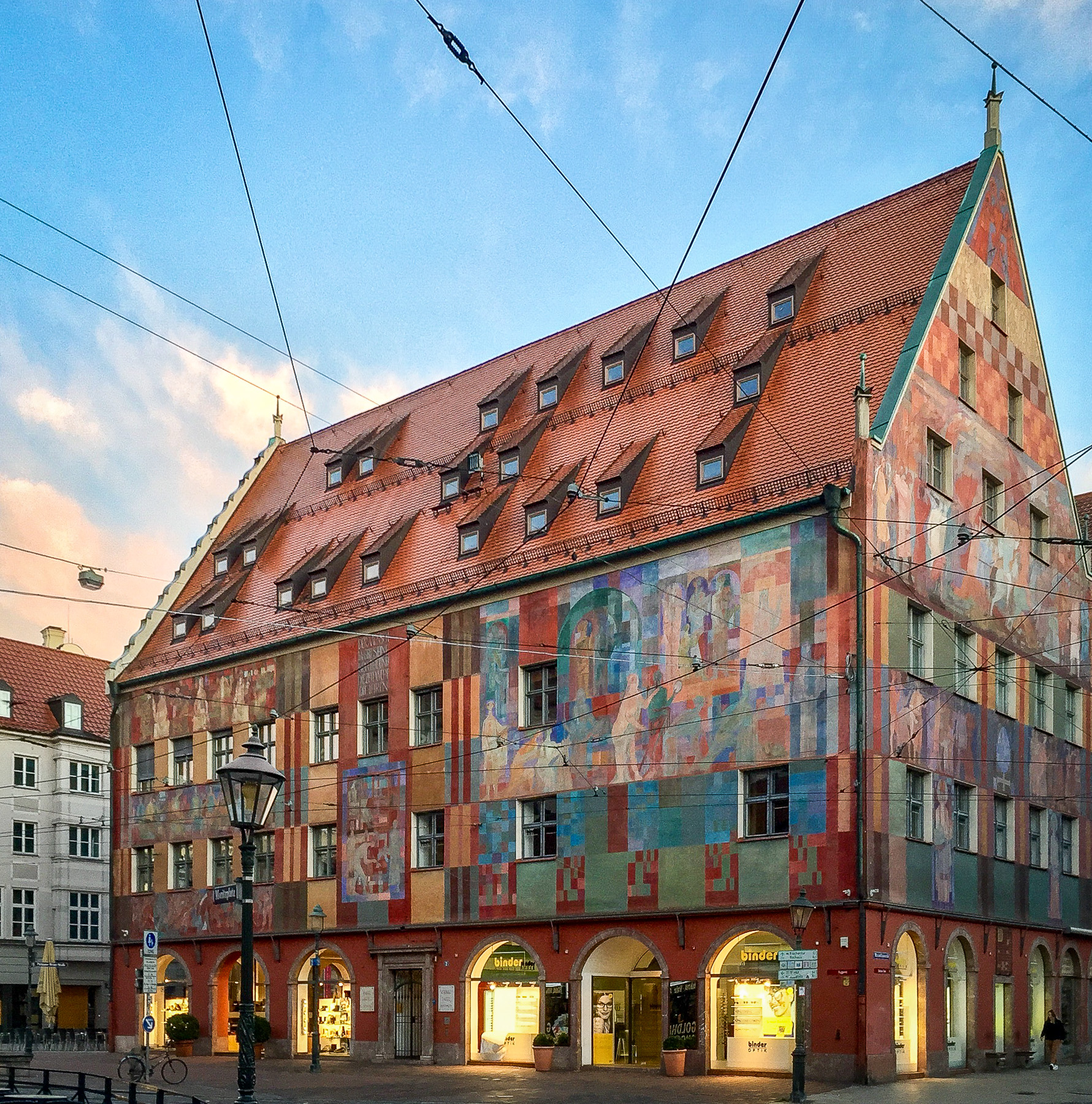
Ansicht des Weberhauses von Südosten

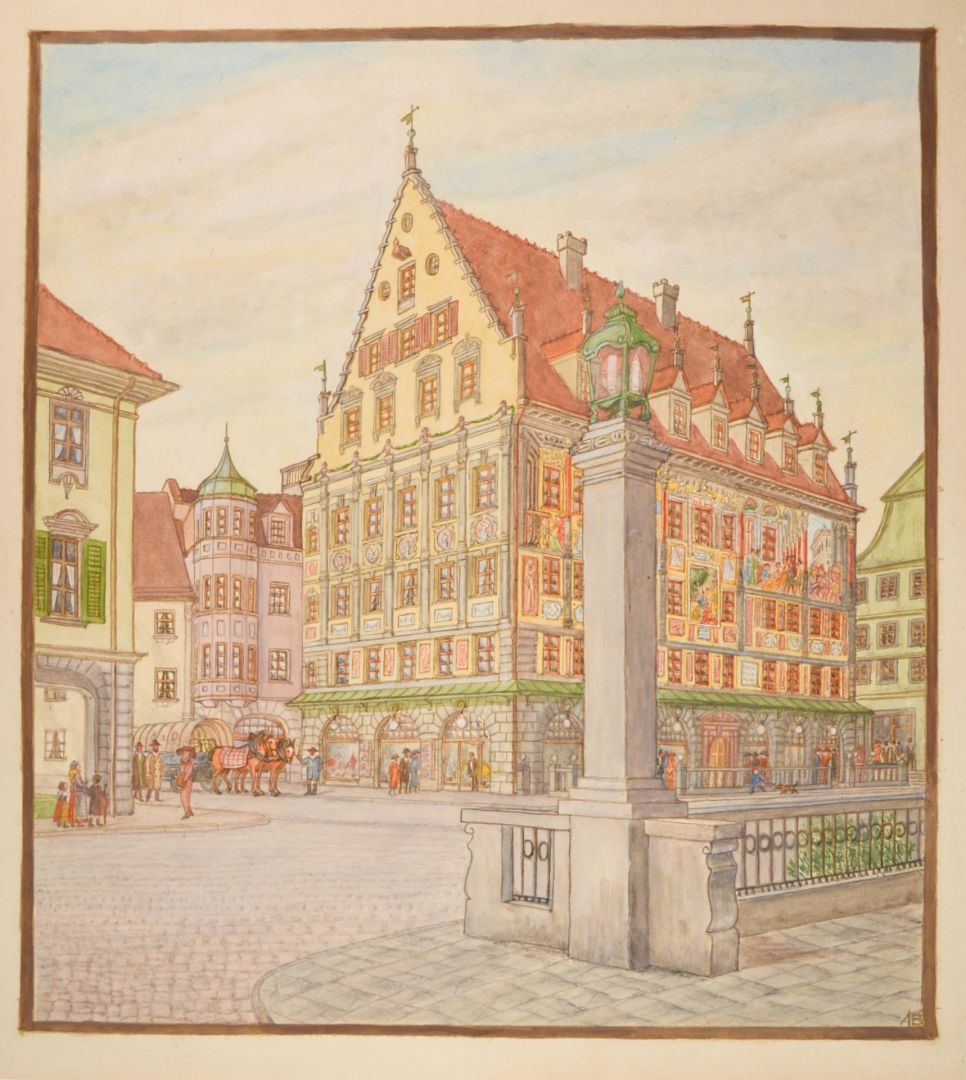
Weberhaus, Aquarell um 1915

Das Weberhaus ist das ehemalige Zunfthaus der Weber in Augsburg. Das 1913 errichtete historisierende Gebäude ersetzte einen spätgotischen Vorgängerbau an etwa gleicher Stelle. Es liegt in der Innenstadt am Moritzplatz. Das Baudenkmal steht unter der Aktennummer D-7-61-000-727 in der Bayerischen Denkmalliste.

## Geschichte

### Vorgängerbau
Im Jahr 1389 erbaut, diente es als Sitz der Weberzunft bis zu ihrer Auflösung 1548 und war ein zentraler Punkt des mittelalterlichen Textilhandels in Augsburg. Das erste Weberhaus bestand aus Stein und Holz und wurde der Familie Illsung abgekauft. Nach einem Umbau nutzen die Weber das Gebäude zur Verteilung importierter Baumwolle an die Mitglieder. Schon damals erhielt das Haus eine farbige Fassadenbemalung. Im Jahr 1605 bis 1607 verzierte der Augsburger Stadtmaler und Bürgermeister Matthias Kager die Außenwand mit Fresken. 
Im April 1863 wurde das Weberhaus versteigert und anschließend im Inneren vollständig umgestaltet. Dabei baute man auch die 1457 von Peter Kaltenhoff bemalte Holzverkleidung der Zunftstube aus. Sie ist seither in Besitz des Bayerischen Nationalmuseums. Anfang des 20. Jahrhunderts kaufte die Stadt Augsburg das Haus zurück.

### Neubau
Da das alte Weberhaus einer neuen Straßenführung der Bürgermeister-Fischer-Straße im Wege stand und obendrein baufällig war, wurde es trotz massiver Proteste (u. a. vom Architekten Gabriel von Seidl) abgebrochen und 1913 durch ein neues, ähnlich geformtes Gebäude in vorgerückter Bauflucht, nach Plänen des Architekten Otto Holzer, ersetzt. Vor dem Abriss barg man an der Außenfassade Reste der Originalfresken (heute im Maximilianmuseum). 
Für den Neubau übernahm der Maler August Brandes die Rekonstruktion der alten Fassadenbemalung nach Vorlagen, die er bereits 1903 vom Original anfertigen ließ. Zwischen 1935 und 1936 erfolge eine neue Bemalung durch Josef Hengge und Otto Michael Schmitt in völlig anderem Stil. Nachdem das Weberhaus im Krieg zerstört und 1959 originalgetreu wiederaufgebaut wurde, bemalte der Augsburger Professor Otto Michael Schmitt erneut die Fassade. Die Inneneinteilung der Räume wurde unter Beibehaltung der Fensterproportionen völlig verändert. Aufgrund starker Umwelteinflüsse (Umweltverschmutzung) mussten 1981 die Fresken erneuert werden.
Bei einem verheerenden Brand des Dachstuhls im Jahr 2004 wurden wesentliche Teile des denkmalgeschützten Gebäudes und der Außenbemalung in Mitleidenschaft gezogen. In den Jahren 2007 und 2008 konnte mit Hilfe eines Fördervereins der Zustand vor dem Brand wiederhergestellt werden.

## Zunftstube

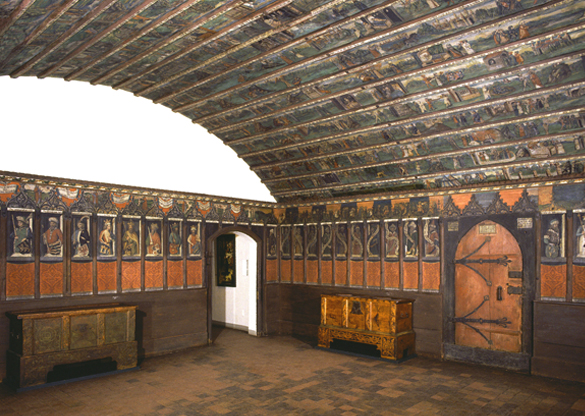
Decken- und Wandvertäfelung der ehemaligen Zunftstube, heute im Bayerischen Nationalmuseum

Die Decken- und Wandverkleidung der ehemaligen Zunftstube, letzter Rest des alten Weberhauses und seit 1864 im Bayerischen Nationalmuseum in München, gilt als einer der umfangreichsten spätgotischen Bildzyklen nördlich der Alpen. Das Tonnengewölbe zeigt Szenen mit Versen aus dem Alten Testament sowie Episoden aus dem Leben Alexander des Großen. An der Nordwand sind Kurfürsten, Kaiser, sechs der guten Helden, sowie Szenen aus der Schöpfungsgeschichte dargestellt. Die Ostwand ist u. a. mit jüdischen Propheten und heidnischen Philosophen bemalt.